# Наукова фантастика в Колумбії
Виробництво художнього матеріалу жанру наукової фантастики в Колумбії характеризується дефіцитом авторів і творів. Дослідження публікацій між 1928 і 1996 роками свідчить про існування лише 17 літературних творів. протягом siglo XX виділяється робота двох авторів: Рене Ребетеза та Антоніо Мора Велеса, які досягли обмеженого національного та міжнародного визнання. на початку siglo XXI, Колумбійська наукова фантастика, здається, переживає ренесанс, якщо взяти до уваги збільшення кількості публікацій і молодих письменників, на додаток до участі, яка зараз існує у відеоіграх і коміксах, розширюючи поле дії в тому, що можна розуміти як нову хвилю наукової фантастики в колумбійській популярній культурі.

### Оповідання та роман

#### Історичне тло
Креоли, діти іспанців, які народилися в Новому королівстві Гранада, і деякі іспанці-іммігранти писали книги на різні теми: від повчальної літератури до наукових книг, від ораторського мистецтва до історії та літератури. Більшість із цих книжок було видано в різних частинах Європи, а деякі — у Лімі та Мексиці, містах, де були друкарні з XV століття. Літературна традиція в Колумбії походить від свого заснування в Новій Гранаді, і хоча вона мала злети та падіння більшої чи меншої якості або виробництва, колумбійська література має чудових експонентів, добре визнаних за межами національного кордону. Хоча наукова фантастика не є найбільш символічним жанром або жанром, пов'язаним із образом Колумбії, хорошу дозу фентезі можна знайти в магічному реалізмі, а звідси — школі, яка зрештою вплинула на нових письменників одного з найфантастичніших, що тільки що зароджується в цій країні.

#### Перші твори
У колумбійській літературі 1920-1930-х років можна простежити три твори, жоден із яких не є широко відомим, які стосуються тем, типових для наукової фантастики. Це поодинокі твори, які дуже мало впливають на наукову фантастику та національну літературу. За словами критика Кампо Бургоса, «на першому етапі з 1930-х до 1950-х років колумбійські науково-фантастичні твори мають археологічну цінність більше, ніж літературну, і, принаймні, — враховуючи те, що вони відхиляються від естетичних каналів того часу — сприяють модернізувати наші листи». Спільним для її авторів є те, що вони жили за межами країни, особливо в Сполучених Штатах, у той час, коли наукова фантастика не дійшла до Колумбії.

#### Хосе Фелікс Фуенмайор
Він народився в Барранкільї в 1885 році і помер у тому ж місті в 1968 році. Журналіст і політик, він обіймав державні посади, такі як контролер департаменту. За словами письменника Рамона Іллана Бакки:
Виїхав до США, де деякий час жив. Редактор газети El Liberal; засновник і редактор журналів Mundial та Semana Ilustrada. У 1950-х роках він разом з Рамоном Віньєсом утворив так звану "Барранкільську групу", до якої входили Габріель Гарсія Маркес, Альваро Сепеда Самудіо, Герман Варгас та Альфонсо Фуенмайор. Він опублікував книги Музи тропіків (поезія, 1910), Косме (роман, 1927), Сумна пригода чотирнадцяти мудреців (1928) і Смерть на вулиці (оповідання, 1967).— Іллан Бакка
Кажуть, що Сепеда Самудіо стверджував: «Ми всі походимо від старого Фуенмайора». Гарсіа Маркес також визнав його важливість. За словами письменника Діксона Мойя:
Хосе Фелікс Фуенмайор... був інтелектуальним промоутером, коли йому було вже далеко за шістдесят, так званої Групи Барранкільї або де ла Куева, відомого літературного та мистецького зібрання, де зустрічалися інтелектуали колумбійського узбережжя Карибського моря, серед яких, очевидно, був і Гарсія Маркес. Кілька досліджень вказують на вплив наративу Фуенмайора на перші романи лауреата Нобелівської премії.— Діксона Мойя
У 1928 році Фуенмайор написав «Сумну пригоду чотирнадцяти мудреців», роман, який вважається першим твором наукової фантастики в країні і є «сатирою на кшталт „Мандрів Гуллівера“ Свіфта або „Мікромегаса“ Вольтера, що є висміюванням наукового фетишизму».

#### Хосе Антоніо Осоріо Лісаразо
Хосе Антоніо Осоріо Лізаразо народився в Боготі в 1900 році і помер у тому ж місті в 1964 році. Щодо його літературної творчості загалом було сказано, що «великий соціальний зміст його творів, у яких він водночас розповідав про те, що бачив, містив різні соціальні тези у формі запитань і відповідей на дійсність, робить його твір являє собою нерівномірний набір, з підкреслено моралізаторським дидактичним підтекстом… Загалом Осоріо Лізаразо романізував… у натуралістичний спосіб місто, своє життя та його найбільш репрезентативних дійових осіб: передмістя, що характеризується нетрями, запустілими кафе та куточками їдалень, просоченими насильством, людською деградацією та нещастям». У Дні ненависті (1952) він описав події 9 квітня 1948 року (вбивство політичного лідера Хорхе Елісера Гайтана).
Його внесок в історію наукової фантастики стався у 1932 році, коли він написав роман Баранкілья 2132: «Аргументом людини з Баранкільї, яка засинає у ХХ столітті та прокидається у ХХІІ столітті, Осоріо Лізаразо встановлює прибуток і збиток. констатація сучасності і критика Просвітництва».

#### М.Ф.Слайгер
М. Ф. Слайгер є найменш відомим з усіх піонерів наукової фантастики, і, хоча деякі критики вважають його роботи «одними з найгірших творів — якщо не найгірших — колумбійської наукової фантастики», це все ще захоплюючий персонаж. Найкращим джерелом інформації про його життя є інтерв'ю Антоніо Мора Велеса з Луїсом Мартело Слігером, його племінником, у 1984 році. Мартело каже нам, що ім'я М. Ф. Слайгера було Мануель Франсіско Слайгер Вергара, народився в Монтерії в останньому десятилітті минулого століття, син Луїса Корнелла Слайгера (ірландця німецького походження, менеджера лісового будинку в цьому місті) і Лібради Вергари, уродженець Сінслехо.
У 1936 році він написав роман «Міжпланетні подорожі на дирижаблях, які прагнуть полетіти в 2009 рік», який містить «першу колумбійську космічну оперу, перший емпіричний підхід до космічних подорожей у нашій літературі, перший колумбійський текст, у якому з'являються БЕМ (інопланетяни, що мають вигляд комах або рептилій), а також першу — і поодиноку — спробу дослідити власну термінологію в цьому жанрі, незалежно від тієї, яка згодом буде популяризована в іспанських та аргентинських перекладах». Слайгер, за словами Мартело:
...воював у війні 14-го року під прапорами американської армії. У чотирнадцять років батько відправив його на навчання до Європи та США. Коли 20 травня 1922 року відбулося самогубство пана Корнелла.... він повернувся до Монтерії і залишався тут до 1936 року, коли поїхав до Боготи, щоб опублікувати книгу. Там він одружився з Фіделією Родрігес і не мав з нею дітей, але виховав невістку, яка зараз працює медсестрою в лікарні в Нью-Джерсі. Пізніше він переїхав до США і деякий час писав мені. Звідти я дізнався, що він був послом цієї країни в Австралії, а потім у Канаді. Але потім я втратила його і не знала, коли і де він помер.... Він був людиною високої культури. Він знав англійську, французьку, німецьку, італійську, арабську... Він покинув Монтерію, бо був божевільним. Виявляється, він знав про те, що зараз називають парапсихологією, і говорив, що може лікувати певні хвороби за допомогою розуму....— Мартело
У своїй статті Мора Велес наводить деякі подробиці сприйняття, яке Міжпланетні подорожі… мали в 1936 році: "У журналі Javeriana за 26 липня 1936 року я прочитав таку думку про роман: «Розповіді Слайгера є досить непов'язаними, хоча й є. не перестають викликати інтерес». El Tiempo від 13 травня того ж року записав таку думку: «Містер Слайгер — піднесений письменник, який ходить не навколо куща, а крізь хмари». Подібні оцінки не є дивними, якщо говорити про CF у той час, коли наша країна ще переживала сувору технологічну відсталість.

#### Герман Еспіноза
З настанням ночі над морем почали зигзагоподібно кружляти блискавки, побожні люди перехрестилися від гучного гуркоту грому, вибух солоної води, піднятої вітром, змусив закрити вікна, що виходили на захід, ті, хто жив біля пляжу, побачили, як чорний горизонт розривається на вогняні кулі...— Герман Еспіноза
Герман Еспіноза народився в Картахені (Колумбія) у 1938 році та помер у Боготі (Колумбія) у жовтні 2007 року. Письменник, журналіст, професор і дипломат. Автор Ткач корони, роману, який вважається найважливішим колумбійським романом XX століття після Ста років самотності.
Еспіноза став визнаним письменником з моменту публікації в 1970 році його роману Залицяння диявола, який отримав похвалу від письменника Маріо Варгаса Льоси та міжнародних критиків. У цьому творі розповідається про полювання на відьом, розв'язане генеральним інквізитором Хуаном де Маньозгою в місті Картахена-де-Індіас. Його шедевр Ткач корони:
…ідеться про майже столітню подорож, яка триває від моменту, коли у 1697 році флот французького короля Людовіка XIV обложив Картахену де Індіас, і до другої половини XVIII століття, під час якого головна героїня й оповідач, культурна й чуттєва креолка на ім'я Геновева Алкосер, переживає як в Америці, так і в Європі бурю Просвітництва й енциклопедичних ідей, які призвели до Французької революції та іспано-американської незалежності…
Водночас як прозаїк Герман Еспіноза опублікував кілька книжок літературних і філософських есеїв. Серед його романів: Залицяння диявола (1970), Убивство (1979), «кач корони (1982), Знак риби (1987), Симфонія з Нового Світу (1990), Трагедія Белінди Елснер (1991), Очі василіска (1992), Дощ у стерні (1994), Романс про кажанів (1999), Балада про маленьку пташку (2000), Рубен Даріо та жриця Амона (2001), Коли цілуються тіні (2004) і Айтана (2007). Серед його книг есеїв: Луїс К. Лопес (1989), Гільєрмо Валенсія (1989), Заєць на місяці (1990), Мовна пригода (1992), Перепелиний еліпс (2000), Етичний сон в Афінах та інші прози (2003), Таємниче життя снів (2005) і Торквемада, диявольський монах (2005).
Підхід Еспінози до наукової фантастики передував його успіху як прозаїка та есеїста, і він підсумований у книзі оповідань під назвою Ніч пастки (1964), у якій зібрані оповідання, які краще назвати фантастичною літературою, ніж належною науковою фантастикою. Завдяки тому, що його творчість можна коротко описати як так званий збірник оповідань, Еспіноза заслуговує на те, щоб бути віднесеним до категорії до народження колумбійської фантастики, замість того, щоб вважатися письменником-фантастом як таким. Інші автори включають його до списку „батьків колумбійської наукової фантастики“ за те, що він був сучасником інших батьків наукової фантастики та був найважливішим письменником, який підійшов до цього жанру в Колумбії.

### Народження колумбійської наукової фантастики (перші визнані автори НФ)
Вищезгаданий критик Бургос описує колумбійську науково-фантастичну літературу від середини до кінця siglo XX, як »…розбіжність пошуків: від ідилічної ностальгії до неопозитивізму, від естетизму під впливом Борхеса до відкриття північноамериканського «золотого віку», від сталінського проутопізму до мімезису американського бестселера, від серіалу до східної містики".

#### Рене Ребетез
«І це ти, Уява, комахоподібна і гігантська жінка, яка виринає з моря і йде до мене, підтримуючи мене своїми волохатими руками…»
Рене Ребетез народився в Субачоке (Колумбія) в 1933 році і помер 30 грудня 1999 року на острові Провіденсія (Колумбія). Письменник, режисер і мандрівник.
Син швейцарського годинникаря та колумбійської художниці та вчительки малювання. Його батько помер, коли йому було чотири роки, тому мати з сином переїхали в місто Богота, щоб залишитися до його діда, скульптора Діонісіо Кортеса Меси. У цьому місті він був свідком Боготазо і навчався, серед інших, у Каміло Торреса Рестрепо. У віці 16 років він поїхав до Швейцарії, де познайомився з родиною свого батька, пройшов військову службу, вивчав економіку та скористався можливістю вести богемне життя в Парижі. Повернувшись у Колумбію, він є менеджером журналів Vision і Semana, де він вступає в контакт з різними політичними лідерами:
«Правлячий клас мене повністю розчарував. Відтоді — і задовго до того — корупція, дріб'язковість і незграбність були порадниками влади. З іншого боку, я встановив стосунки з видатними, цінними постатями, які люблять пам'ять: Раміро де ла Еспріелла, Хорхе Чайлд, Омар Райо, Хорхе Гайтан Дуран».
Досягнувши цієї посади, Ребетез йде з неї. Пише революційні вірші; він дружить з надаїстами; він їде на Кубу, де підтримує кубинську революцію, вступаючи в контакт із Сантерією, яку він називає так:
«…слід основних мов, які цивілізація забула. Сантерія — це корінь, який закладено в серці кубинського народу, і лідери, незважаючи на оновлене покриття, мали дурне, плоске бачення, без глибини… Чорний, корінне населення, стародавня людина втілюють концепції, які не збігаються із західним менталітетом, але які не можуть призвести до відмови від спадщини, яка належить до природного складу нашого коріння…».
У Мексиці він вивчає реставрацію колоніального мистецтва та працює в художній галереї. Завдяки своїм знанням археології він береться за пошук археологічних скарбів, веде переговори з торговцями доколумбовими предметами і, як і на Кубі, глибоко знає корінне минуле країни: «Та споконвічна Мексика змінила мої думки та сприяла відкриттю вогні, які я шукав». У Мексиці він читає Бредбері, Стерджена, Азімова, Лавкрафта, Гакслі, Артура Кларка і починає писати науково-фантастичні оповідання. У 1964 році він опублікував свою першу книгу оповідань і віршів: Los ojos de la clepsydra. У ті роки він мав контакти з Карлосом Монсівайсом, Артуро Ріпштейном, Ефраїном Уертасом, Вісенте Леньєро, Хуаном Хосе Арреологю, Хуаном Рульфо, Хосе Луїсом Куевасом, Сальвадором Елісондо, Хорхе Портільєю та, головним чином, з Алехандро Ходоровським, з яким він здійснив кілька спільні проекти. Найвідомішим із них був би журнал Crononauta, перше латиноамериканське видання, присвячене науковій фантастиці. У 1966 році він написав те, що можна вважати першим колумбійським есе про наукову фантастику під назвою «Наукова фантастика: четвертий вимір літератури». У 1967 році він опублікував «Нову передісторію».
На початку 1970-х років він працює сценаристом і продюсером нового мексиканського кіно. Мояно розповідає про свій досвід роботи в кіно: Ребетез береться за зйомки документального та аргументованого водночас фільму в пошуках terra incognita магічних ініціацій у ритуалах масатеків… у церемоніях вуду серед гаїтян, у таємницях. yage серед корінних жителів річки Піра-Парана… і в змінених пропорціях міських ритуалів, які незвичайним чином виникли серед молодих людей шістдесятих, під ритм лізергінової кислоти… Назва фільму така Магія та використовує вибрані фрагменти Попль-Вух, священної книги майя, як привід.
У роботах Ребетеза багато містики, езотерики та псевдонауки, які в його релятивістському баченні є такими ж дійсними, як і сучасні науки. Він редагує такі книги, як його версія Таро Водолія та його версія І Цзин. Вивчайте Гурджієва. Після симпозіуму з буддистської філософії він залишається в Японії на рік, після чого перекладає трактат Дзен під назвою «Книга Дракона» та пише передмову. Він відвідав Сполучені Штати, де познайомився з іранськими дервішами.
Повертаючись до Колумбії, він зробив зупинку на острові Провіденсія, де він прожив останні чотирнадцять років і де написав книги Його називають світанком та Інші історії та Оповідання про кохання, жах та інші таємниці, а також працює про Провіденсію, наприклад Остання інстанція і острівну кулінарну книгу. У середині 1980-х років він подорожував до Туреччини, де познайомився з суфізмом зблизька, що спонукало його написати містико — псевдонаукову працю Одіссея світла, де він встановив паралель між суфістською філософією та досягненнями науки. Його епітафія звучить наполовину жартома, наполовину показуючи своє бачення космосу: «Є ще більше».
Написавши більшість своїх творів у Мексиці, Ребетес вважається одним із найважливіших мексиканських авторів наукової фантастики: у статті під назвою «Коротка історія мексиканської наукової фантастики» Мігель Анхель Фернандес зазначає, що найбільш плідні письменники в своїй країні між 1950 і 1983 роками були Марсела дель Ріо, Рене Авілес Фабіла, Рене Ребетес і Альфредо Кардона Пенья. У той же час у Колумбії його вважають одним із батьків колумбійської наукової фантастики, хоча його твір мав би якийсь резонанс лише через багато років після написання.

#### Антоніо Мора Велес
«У цей момент прибув автоматний поліцейський і вимагав ще десять срібняків разом зі своїми бахами, щоб покрити витрати на госпіталізацію. Але він уже був незаконно мертвий…».
Антоніо Мора Велес народився в місті Барранкілья (Колумбія) в 1942 році, але з самого раннього дитинства він переїхав до міста Монтерія. Професор університету, культурний менеджер, журналіст і письменник. За його культурну діяльність газета «El Meridiano de Córdoba» називає його одним із персонажів siglo XX у департаменті Кордова. Його академічне життя проходить в Університеті Кордови, де він працює генеральним секретарем, професором філософії, деканом освіти та директором департаменту гуманітарних наук з 1972 по 1993 рік. У 1976 році він заснував Corporación Universitaria del Caribe у місті Сінселехо, де він також працював генеральним секретарем, директором соціального забезпечення університету та членом його ради директорів між 1993 і 2007 роками.
Він очолює Будинок культури Кордови, засновує літературні групи El Túnel і Arte Sinú, а також журнал El Túnel. Він є піонером радіо в департаменті Кордова (Колумбія) як художній керівник радіостанції La Voz de Montería та як співак. Як журналіст, він пише політичні, культурні та філософські колонки в газетах Poder Costeño, El Universal, El Espectador, El Tiempo та El Meridiano, а також у різних електронних журналах з 1975 року до сьогодні.
Його літературна кар'єра почалася в середині 1970 року, коли він переміг у конкурсі новел El Espectador 's Sunday Magazine з науково-фантастичним оповіданням Ґліца. Після цього успіху він написав серіали наукової фантастики, і всі ці історії (Подагра, Диктатура Хела, Інші, Дитина зірок, Завоювання Терона та Олов'яна людина) були опубліковані між 1970 і 1971 роками видавництвом згаданим журналом, що був на той час один із найчитаніших у країні. У 1975 році він заснував групу El Túnel, яка стала однією з найважливіших культурних установ на північному узбережжі протягом 1970-х і 1980-х років. Між 1979 і 1986 роками він опублікував свої три книги науково-фантастичних оповідань (Ґліца, Суд богів і Лорна — жінка), брав участь у своїй першій антології як письменник-фантаст (Казки з тунелю) і заснував «Національну спілку письменників».
У 1995 році його ім'я з'являється в «Енциклопедії наукової фантастики» Клюта і Ніколса. Через рік він опублікував першу книгу науково-фантастичних есе в Колумбії під назвою Наукова фантастика: сьогоднішній гуманізм. Починаючи з 1999 року, він почав писати науково-фантастичні вірші та опублікував свої книги Скайвокери, Вогонь Богів і Вершники Пам'яті. У 2008 році він опублікував свій перший науково-фантастичний роман під назвою Нові Посвячені.
Одним із важливих аспектів Мора Велеса є те, що він є першим колумбійським письменником, який визначив себе як письменник-фантаст у країні, який називав свої книги «науково-фантастичні оповідання», відвідував зібрання письменників і створював літературні групи в Колумбії, в яких він явно, незважаючи на критику, зберігає свій статус письменника-фантаста. Він є першим письменником, який, визначаючи себе як колумбійським письменником-фантастом, встановлює контакти зі своїми латиноамериканськими та американськими однолітками, що приносить йому певне національне та міжнародне визнання. Це одна з причин, чому, незважаючи на окремі роботи Еспінози та мексикансько-колумбійську роботу Ребетеса, у Колумбії його давно вважали батьком колумбійської наукової фантастики, і чому за кордоном він досі вважається єдиним у країні письменником науковим фантастом. У своєму аналізі континентальної наукової фантастики Гаут вел Гартман каже:
У Колумбії, наприклад, виділяється робота Антоніо Мора Велеса. Його збірка оповідань «Ґліца» (1979), «Суд богів» (1982) і «Лорна — жінка» (1986) були достатніми, щоб заслужити йому репутацію, але недостатньо, щоб стимулювати інтерес до наукової фантастики в його країні. Ні тоді, ні сьогодні не було жодної діяльності, окрім окремих подій.

### Інтермеццо
Роботи піонерів недостатньо, щоб створити рух письменників-фантастів у Колумбії. На його місці, протягом 1970-80-х років, представлений новий етап ізольованих творів:
- Альберто Гавірія Коронадо: у 1974 році опублікував Космічних чарівників, де представив космічно-духовну утопію.
- Хесус Аранго Кано: У 1976 році опублікував Мою велику космічну пригоду з аргументом про людину, викрадену інопланетянами та взяту на відкриття своєї планети.
- Рубен Арділа: У 1979 році опублікував Волден три, утопію, засновану на поведінковій психології, застосовану до країни Латинської Америки.
- Рафаель де Х. Генрікес: у 1990 році опублікував книгу Боги сходять на світанку, яка «…є поєднанням наукової фантастики, езотерики, шпигунського роману та міфічної фольклорної літератури… обертається навколо міфічного Ковчега Єврейського Союзу., як це відбувається в першому фільмі про Індіану Джонса».[1]
- Хайме Рестрепо Куартас: у 1995 році опублікував Абсолютний нуль, роман, який розповідає про людину, яка засинає та прокидається в майбутньому, у цьому випадку, щоб стати свідком антиутопічного майбутнього.

### Покоління межі століть
У 1997 році Окружний інститут культури і туризму Боготи (IDCT) організував конкурс під назвою Перший конкурс науково-фантастичних оповідань, у якому Антоніо Мора Велес і Рене Ребетез були призначені членами журі разом із письменником Вільямом Оспіною. Цей конкурс стимулює появу нової генерації молодих письменників, які визначають своїх першовідкривачів, контактують з ними, беруть участь або створюють спільні антології, часом підносячи їх, а часом працюючи над руйнуванням їх творчості.

#### Орландо Мехія Рівера
«Вчора внаслідок дивних подій 20-річного студента (очевидно, філософського факультету) Національного університету на ім'я Гарсія, який був одягнений у чорну водолазку та коричневі штани, застрелили. темний денім Місце злочину було за адресою Carrera 7a No 14-51, перед будівлею, де доктор Хорхе Елієсер Гайтан має свій кабінет…»
Орландо Мехія Рівера народився в Боготі в 1961 році. Професор і дослідник Університету Калдаса. Письменник, терапевт і філософ, він опублікував книги в усіх цих областях: Антропологія смерті (1987), Гуманізм і антигуманізм (1991), Етика і СНІД (1995), Поезія і знання (1997), Рожевий будинок (1997), Смерть та її символи (1999), Від доісторії до єгипетської медицини (1999), Про клонів, кіборгів і русалок (2000), Думки про війну (2000), Хайнц Ґолль: Das vagabundieren des Kunstlers (2001), Покоління мутантів: нові колумбійські казкарі (2002), Випадкові відкриття (2004), Дивні сцени ночі (2005), Справа Гарсіа та інші історії (2006).
Мехія має наукові та літературні нагороди, а саме: Лауреат Національної премії культури в категорії роман від Міністерства культури (1998), з Думками про війну. Лауреат Національної премії Сьюдад-де-Богота за літературне есе (1999) з Про клонів, кіборгів і русалок. Лауреат книжкової премії Колумбійської торгової палати в категорії «Найкраща технічна та наукова книга» (1999) за книгу Від доісторії до єгипетської медицини. У 1995 році його книга Етика та СНІД отримала згадку в Національній медичній премії Національної медичної академії Рона-Полека. Науково-фантастичне оповідання Справа Гарсіа зайняло третє місце на Першому колумбійському конкурсі наукової фантастики (1997) і було включено до антології «Сучасники майбутнього» (2000) під редакцією Рене Ребетеза. Крім того, її було перекладено німецькою мовою та опубліковано в Und Träúmten Von Leben. Erzählungen aus Columbien. Пітер Шульце-Крафт (Hrsg). Цюріх, видання 8 Reihe Durian.
Незважаючи на те, що володіння наукою є передумовою для написання наукової фантастики, принаймні цікаво, що серед нового покоління є письменники з науковою підготовкою.

#### Рікардо Бургос Філд
Кампо Рікардо Бургос Лопес, психолог і магістр літератури. Лауреат національної поетичної премії Colcultura за книгу Книга, що містить три образи (1993). Він з'являвся в різних антологіях колумбійської поезії та опублікував роман Хосе Антоніо Рамірес і сапата (2003), який, за словами Орландо Мехії Рівери, є твором, який можна класифікувати як «космічну наукову фантастику» відповідно до того, що має написаний Дж. Г. Баллардом. Бургос був включений у чотири антології рубежу століть: Науково-фантастичні історії (1998), Сучасники майбутнього (2000), Найкраще з колумбійського CF (2005) та антологію колумбійських фантастичних оповідань (2007), будучи антологом для цього останнього. Його есе Наратив наукової фантастики в Колумбії , опубліковане в журналі Література та культура — Колумбійський наратив ХХ століття (2000), було першим систематичним дослідженням жанру наукової фантастики в Колумбії. Він також є автором книги Намалюй вуса Моні Лізі: Ухроніас (2009), дослідження про фантастичний жанр альтернативних історій або ухроній.
У 2010 році він отримав згадку на премії UPC за короткий науково-фантастичний роман, спонсорований Політехнічним університетом Каталонії (Барселона, Іспанія) за твір Клон Борхеса, який критикував Мехія Рівера у своїй книзі Літописці майбутнього. Есе про письменників-фантастів, вважає «найкращим колумбійським науково-фантастичним твором, який був опублікований досі» (2012, стор. 110). У 2012 році Бургос опублікував збірку текстів про фантастичну літературу під назвою Інші істоти та інші світи: Дослідження фантастичної літератури. У 2013 році він опублікував Вступ до вивчення диявола, працю, яка має на меті стати оглядом поточної дискусії на різні демонологічні теми. У 2016 році він опублікував роман Планета Homo у форматі електронної книги (Kindle), історію в рамках наукової фантастики ЛГБТІ. У 2017 році з'являються Нотатки до історії колумбійської фантастичної літератури (1997—2015), аналіз деяких творів і тенденцій наукової фантастики, літератури жахів і справжньої фантастики в новітній колумбійській літературі. У 2019 році є упорядником Трансгуманізм і культура. Дослідження вдосконалення людини, книга, яка є збіркою есеїв різних авторів про вторгнення трансгуманізму в культурне поле. У 2022 році виходить графічна повість Голгофа — науково-фантастичний твір, де Бургос пише сценарій, а ілюстрації — Джованні Кастро та Альберто Родрігеса.

#### Діксон Моя
Народився в Боготі в 1967 році. Діксон є соціологом з Національного університету Колумбії. Він є частиною редакційних груп науково-фантастичних сайтів «П'ятий вимір», «Science Fiction Site» і «Cosmocapsule Magazine Archivado».

### Інші автори
Луїс Норьєга (Іменес), Альваро Ванегас (Вірус) і Дієго Д. Лопес (Люди, які тероризували світ, Калієн і 9 фантастичних монстрів).
Інші колумбійські автори наукової фантастики та фентезі згадуються в статті Двадцять років у колумбійській фантастичній літературі: 1990—2010 Кампо Рікардо Бургоса Лопеса.
У 2017 році під лейблом Planeta Lector виходить нова антологія, збірка Родріго Бастідаса, яка розділена на два томи: Годинники, які не відзначають однаковий час, і Хронометри кінця часів. У цій антології представлені такі оповідання: Ейфорійні нічні гулянки Луїса Карлоса Баррагана ; Його відображення у вікні Крістіана Ромеро; Симулятор органічного життя Андреа Сальгадо Кардона; Диво Барселони Хуана Дієго Гомеса; Кров, що біжить Лаура Родрігес Лейва; Llanero Rally Луїса Серменьо; Я мрію про Ламперес Умберто Бальестероса; 25 зайвих кіло Карлоса Аяли; Уїтака Коріни С. Гонсалес; Мишача кістка в норі Бориса Олександра Грайф Товара; Генетична дискримінація Енріке Патіньо; Мартін Діани Каталіни Ернандес; Все є Хуана Ігнасіо Муньоса Сапати; І раптом зірки Дж. Джуніелса; У порожнечі немає відлуння Карлоса Артуро Серрано; Дерева Р Габріели А. Арчіньєгас; Етеменанкі Каміло Ортеги (він же Генк Т. Коен); Темп Лінди Кастро Альфонсо; Електронний митець, технобайка з мораллю Даніель Монхе Абріль; Кістки Дарвіна Мігеля Анхеля Манріке; Навігація уві сні: міждисциплінарне дослідження Кароліни Дуран Негрете; Бібліотека на кінці світу Андреса Гарсіа Лондоньо.

### Поезія
Деякі вірші, написані Рене Ребетезом у його книзі Очі Клепсідри (1967), вважаються першими колумбійськими науково-фантастичними віршами. Однак першою книгою науково-фантастичних віршів стане Скайвокери (1999) Антоніо Мора Велеса. Після виходу трьох збірок віршів цього останнього автора можна вважати першим поетом, присвяченим науковій фантастиці.
Такі критики, як Отто Рікардо Торрес, класифікували вірші Мора Велес як «неконфесійну езотеричну поезію». Автор називає їх «науково-фантастичними віршами» та класифікує їх за чотирма категоріями: космічні вірші (присвячені зіркам і природним явищам), міфічні (присвячені інтерпретації класичних міфів у термінах позаземних візитів або розвинених цивілізацій), антропічні (присвячені персонажам наука, космічна гонка чи філософія) і апокаліптика.

## Кіно
Є випадки кіно цього жанру, в якому брали участь творчі особи або які так чи інакше пов'язані з країною, наприклад, як сценографії для деяких фільмів міжнародного виробництва на науково-фантастичні теми. Колумбійське науково-фантастичне кіно є рідкісним і запізнілим, однак деякі зусилля можна оцінити.
«Блакитний омар» — перший справді колумбійський науково-фантастичний напівметражний фільм, він розповідає про радіоактивних омарів і був створений у Барранкільї Альваро Сепеда Самудіо
 (1954)
«Контакт у Колумбії» — метисська комедія в науково-фантастичному контексті Густаво Ньєто Роа (1979).
Зараження — прибулець прибуває на землю (1980) фільм за участю США, Італії, Німеччини та Колумбії, режисер Луїджі Козз.
«Ягуари проти таємничого загарбника», «Карла проти Ягуарів» — два мексиканські фільми, зняті в колумбійських місцях через їх низьку вартість, однак колумбійська творча група не брала участі в жодному з цих двох фільмів.
Хайро Пінілья виступає як один із перших його експонентів із такими фільмами, як «27 годин зі смертю» (1981).
Потім у 2001 році вийде «Богота 2016», у якому зібрано три науково-фантастичні короткометражні фільми, дія яких відбувається в Боготі. Так само всесвітньо відомі короткометражні фільми, такі як Трикстер, Альтер Ву, Останній чоловік, серед інших, є частиною фільмотеки фантастичного жанру в Колумбії.

У 2008 році вийшов фільм Я інший Оскара Кампо, який побічно торкався теми клонування як приводу для критики розпалюваного війни та утилітарного суспільства:
Я — інший — це фарс несвідомого, суміш чорної комедії, трилера та фантастичної історії. Але це також заклик до демократії, проти війни та мілітаризації суспільства.

## Телебачення
Пані болота — колумбійська теленовела, яка транслювалася в цій країні телеканалом Caracol Televisión для Canal Caracol у 1998 році.
2091 — колумбійський науково-фантастичний бойовик, створений Андресом Гелосом для Fox Latin America. Прем'єра серіалу відбулася 18 жовтня 2016 року і складається з 12 серій. Серія була повністю записана в Колумбії, в таких місцях, як Богота та пустеля Татакоа в Нейві. Сюжет:
Корпорація Neodimio залучає сімох геймерів із Нуева-Манауса, щоб провести екстремальну гру на тераформованому супутнику Каллісто. На борту «Колонуса», який є водночас космічним кораблем, ігровою приставкою, матір'ю й батьком, вони змагаються між собою за славу та привілейоване місце в добробуті міста Долі. Однак усе змінюється, коли Ферран (Маноло Кардона), найстарший гравець, дізнається зловісну правду, яку приховує гра.
«Гравітація 1» — це анімаційний серіал, який почав транслюватися на Señal Colombia з 2018 року, його можна вважати першим колумбійським анімаційним науково-фантастичним серіалом, його сюжет починається в такому контексті: «Боротьба проти повстання, яке очолює Армада дель Анд Уряд зазнав надмірного насильства, і в результаті воєнних ексцесів протистояння з повсталими місячними робітниками призвело до знищення Місяця».

## Комікси
Комікс Марсіани Ефраїна Монроя був опублікований у 1982 році в журналі Los Monos газети El Espectador. Це гумористичний мультфільм про двох інопланетян, які прибувають на Землю.
У квітні 2003 року в журналі Shock Magazine почали публікувати комікси Пабло Герра, Каміло Санчеса та Роенеса Селезень. Це пригодницько-гумористична історія з Джігі та Мег у головних ролях. Назва серіалу походить від корабля, на якому вони подорожують космосом.
2012 З'являється веб-комікс Алкінуа про дивну істоту, яка прокидається на Плутоні та своїм розумом будує маленьку планету, на якій він вирушає в дивну подорож галактикою.
У 2013 році науково-фантастичний графічний роман Дос Альдос Пабло Герра та Генрі Діаса почав виходити частинами. Цей комікс розповідає про Джулію та її хлопця Альдо, двох учених, які беруть участь у експерименті з інопланетянами, які створюють копії людських істот.
Гравітація 1 також має приквел, який розкриває частину підтексту, який існує в анімації, у формі коміксу (2018), створеного Андресом Рохасом, Генрі Гонсалесом і Карлосом Смітом.
Останній день — комікс про зомбі в Боготі від дизайнера Реема Камарго (2019).
Латиноамериканські герої — видавець коміксів, який зосереджується на супергероях, натхненних різними латиноамериканськими міфологіями, з якими створено міцний взаємопов'язаний всесвіт.
У 2022 році з'являється Голгофа, науково-фантастичний графічний роман, який обертається навколо фігури Ісуса з Назарету, сценарій Кампо Рікардо Бургоса Лопеса та малюнки Джованні Кастро та Альберто Родрігеса.

## Твори
- АРАНГО КАНО, Хесус (1976), Моя велика космічна пригода, Вірменія: Editorial Quingráficas
- АРДІЛА, Рубен (1979), Волден три, Барселона: видання CEAC
- РІЗНІ АВТОРИ (Прайс, Массачусетс, Агілера, Монтана, Мехія, О., Бургос, Чехія, Кастільо, ЄС, Дельгадо, Х.) (1998), науково-фантастичні історії, Богота: IDCT
- РІЗНІ АВТОРИ (Ант: Ребетез, Рене) (2000), Сучасники майбутнього,
- РІЗНІ АВТОРИ (Ант: Бургос, Кампо Рікардо) (2007), Антологія колумбійської фантастичної казки, Богота: Видавничий фонд університету Серхіо Арболеда
- РІЗНІ АВТОРИ (Ант: Бастідас, Родріго) (2017) Годинники, які не відзначають однаковий час. Колумбійська науково-фантастична антологія. Том І , Богота: Editorial Planeta.
- РІЗНІ АВТОРИ (Ант: Бастідас, Родріго) (2017) Хронометри кінця часів. Колумбійська науково-фантастична антологія. Том II , Богота: Editorial Planeta.
- БАРРАГАН, Луїс Карлос (2011) Волоцюга Богота, Медельїн. X Національна премія за роман Медельїнської торгової палати: редакція Палати.
- БАРРАГАН, Луїс Карлос (2018) Черв'як, Богота: Editorial Vestigio. Друга премія за премію Айзека Азімова від Пуерто-Реаль Атенеум, Іспанія.
- БАРРАГАН, Луїс Карлос (2021) Ідеальні паразити, Богота: Editorial Vestigio.
- БАРРАГАН, Луїс Карлос (2021) Contrafuturo Land, Bogotá: Editorial Minotauro.
- БУРГОС, Кампо Рікардо (2003), Хосе Антоніо Рамірес і черевик, Богота: Editorial La Serpiente Emplumada.
- БУРГОС, Кампо Рікардо (2009), Малюємо вуса на Моні Лізі: Las ucronías, Богота: Редакційний фонд університету Серхіо Арболеда.
- БУРГОС, Кампо Рікардо (2010), Клон Борхеса, Богота: Авторське видання.
- БУРГОС, Кампо Рікардо (2011), Клон Борхеса, Гранада: редакційна група AJEC (цифрове видання).
- БУРГОС, Кампо Рікардо (2012), Інші істоти та інші світи: Дослідження фантастичної літератури, Богота: Редакційний фонд університету Серхіо Арболеда.
- УНІВЕРСИТЕТ АНТИОКВІЇ (2013), спеціальна науково-фантастична Колумбія. У журналі Університету Антіокії, вип. 313, січень-березень 2013, Медельїн.
- EN ORBITA (2013), Науково-фантастична Колумбія. Документальний фільм.
- ЕСПІНОЗА, Герман (1965), Ніч трапи, Богота: літографія Колумбія
- ФУЕНМАЙОР, Хосе Фелікс (1928), Сумна пригода чотирнадцяти мудреців, Барранкілья: Editorial Mundial
- ГАВІРІЯ КОРОНАДО, Альберто (1974), Космічні чорнокнижники, Медельїн: редакція Lealon
- ЕНРІКЕС, Рафаель (1990), Боги сходять на світанку, Богота: Editorial Plaza y Janés
- ЛОПЕС МЕРА, Дієго Даріо (2009), Калієн, Калі: Університет Антоніо Хосе Камачо
- ЛОПЕС МЕРА, Дієго Даріо (2010), Сьюдад Чеверонга, Калі: Університет Антоніо Хосе Камачо
- ЛОПЕС МЕРА, Дієго Даріо (2007), Люди, які тероризували світ, Калі: Університет Антоніо Хосе Камачо
- ЛОПЕС МЕРА, Дієго Даріо (2016), Люди, які тероризували світ. Друге видання. Cali: Стимули Cali 2016.
- МЕДЖІЯ РІВЕРА, Орландо (2012), Хроніки майбутнього. Нариси про письменників-фантастів, Медельїн, Editorial Universidad de Antioquia.
- МОРА ВЕЛЕС, Антоніо (1979), Гліца, Богота: Editions Alcaraván
- МОРА ВЕЛЕС, Антоніо (1982), Суд богів, Montería: Ediciones El Túnel — Casa de la Cultura
- МОРА ВЕЛЕС, Антоніо (1986), LЛорна — жінка, Богота: Centro Colombo Americano
- МОРА ВЕЛЕС, Антоніо (1996), Наукова фантастика: Гуманізм сьогодні, Сінслехо: CECAR
- МОРА ВЕЛЕС, Антоніо (1999), Небесні ходи, Сінслехо: CECAR
- МОРА ВЕЛЕС, Антоніо (2001), TВогонь богів, Сінслехо: CECAR
- НОР'ЄГА, Луїс (2011) Іменес, Премія UPC за наукову фантастику 1999. Богота: Майстерня Рока.
- ОСОРІО ЛІСАРАСО, Хосе Антоніо (1932), Барранкілья 2132, Барранкілья: Delgado Typography
- СЛІГЕР, VMF (1936), Міжпланетні подорожі в цепелінах, які відбудуться в 2009 році, Богота: Editorial Centro
- РЕБЕТЕЗ, Рене (1967), Нова передісторія та інші оповідання, Мексика: редакція Діани
- РЕБЕТЕЗ, Рене (1996), Вони називають це світанком та інші історії, Богота: Tercer Mundo Editores
- РЕБЕТЕЗ, Рене (1997), Одіссея світла
- РЕСТРЕПО КУАРТАС, Хайме (1995), Абсолютний нуль, Медельїн: Фонд мистецтва та науки
- ВАРГАС РАМІРЕС, Даніель (2013), Колумбія каналізації — Наукова фантастика. Документальний фільм.
- ВІЛЬШ-ШО, Густаво (2004), Всесвіт, прив'язаний до ніжки ліжка